# Quarley
Quarley – wieś w Anglii, w hrabstwie Hampshire, w dystrykcie Test Valley. Leży 22 km na północny zachód od miasta Winchester i 109 km na zachód od Londynu.